# Królestwo Zielonej Polany. Powrót
Królestwo Zielonej Polany. Powrót – polski pełnometrażowy film animowany z 1998 roku. Kontynuacja filmu Królestwo Zielonej Polany.

## Fabuła
Podczas zwykłej wycieczki do lasu dyrektor fabryki zanieczyszczającą okoliczną polanę, wraz ze swoim doradcą oraz wnukiem, Pawełkiem, zostają zmniejszeni przez Ducha Lasu do rozmiarów owada. Cała trójka będzie poradzić sobie w świecie Królestwa Zielonej Polany i przekona się na własnej skórze o konsekwencjach niszczenia przyrody. 

## Wersja polska
Film został wydany na kasetach VHS przez  ITI Home Video
Udźwiękowienie: Telewizyjne Studia Dźwięku

Reżyser: Barbara Sołtysik

Dźwięk: Marcin Pilich

Efekty dźwiękowe: Wiesław Nowak, Zbigniew Nowak 

Montaż dźwięku: Irena Hussar 

Kierownik produkcji: Janina Ostała

Wystąpili:
- Jacek Wolszczak – Pawełek
- Włodzimierz Bednarski – dyrektor Fabryki Rzeczy Bardzo Ważnych
- Jan Kociniak – doradca dyrektora
- Dominika Ostałowska – Biedronka
- Piotr Bajor –
  - Pasikonik,
  - Książę Zielonej Polany
- Katarzyna Łaniewska –
  - Królowa Zielonej Polany,
  - pielęgniarka
- Jacek Jarosz – Król Zielonej Polany
- Hanna Kinder-Kiss –
  - Księżna Zielonej Polany,
  - jeden z uczniów
- Jerzy Bończak – Reporter
- Krzysztof Jędrysek – Krzyżak
- Tomasz Preniasz-Struś – bratanek Krzyżaka
- Ryszard Nawrocki – kapitan mrówek
- Włodzimierz Press –
  - Giez,
  - Komar,
  - Osa #3,
  - Mucha #1
- Jarosław Boberek –
  - Bąk,
  - Osa #2,
  - Osa #4,
  - Mucha #2,
  - Motyl,
  - kapral mrówek,
  - żuczek,
  - Skoczek
- Mirosław Zbrojewicz –
  - pan Chrabąszcz,
  - Szerszeń,
  - lekarz,
  - dowódca straży pałacowej
- Joanna Jędryka – pani Stonoga
- Adam Biedrzycki –
  - Osa #1,
  - Mucha #3,
  - jeden z uczniów,
  - kolega żuczka

## Nagrody filmowe
- 1998 – Zbigniew Książek Poznań (FF dla Dzieci) Nagroda za scenariusz
- 1998 – Teresa Zalewska Poznań (FF dla Dzieci Wyróżnienie Jury Dziecięcego „Marcinek” za opracowanie plastyczne
- 1998 – Elżbieta Śmietanka Poznań (FF dla Dzieci) Wyróżnienie Jury Dziecięcego „Marcinek” za opracowanie plastyczne
- 1998 – Zenobia Białas-Świerad Poznań (FF dla Dzieci) Wyróżnienie Jury Dziecięcego „Marcinek”
- 1998 – Krzysztof Kiwerski Poznań (FF dla Dzieci) Wyróżnienie Jury Dziecięcego „Marcinek” za opracowanie plastyczne
- 1998 – Longin Szmyd Poznań (FF dla Dzieci) Wyróżnienie Jury Dziecięcego „Marcinek” za opracowanie plastyczne